# Acehuche (ort i Spanien)
Acehuche är en ort i Spanien.   Den ligger i provinsen Provincia de Cáceres och regionen Extremadura, i den centrala delen av landet, 260 km väster om huvudstaden Madrid. Acehuche ligger 339 meter över havet och antalet invånare är 876.
Terrängen runt Acehuche är huvudsakligen platt, men åt sydväst är den kuperad.Runt Acehuche är det glesbefolkat, med 8 invånare per kvadratkilometer. Närmaste större samhälle är Torrejoncillo, 17,6 km nordost om Acehuche. Omgivningarna runt Acehuche är huvudsakligen savann.